# Paraliparis selti

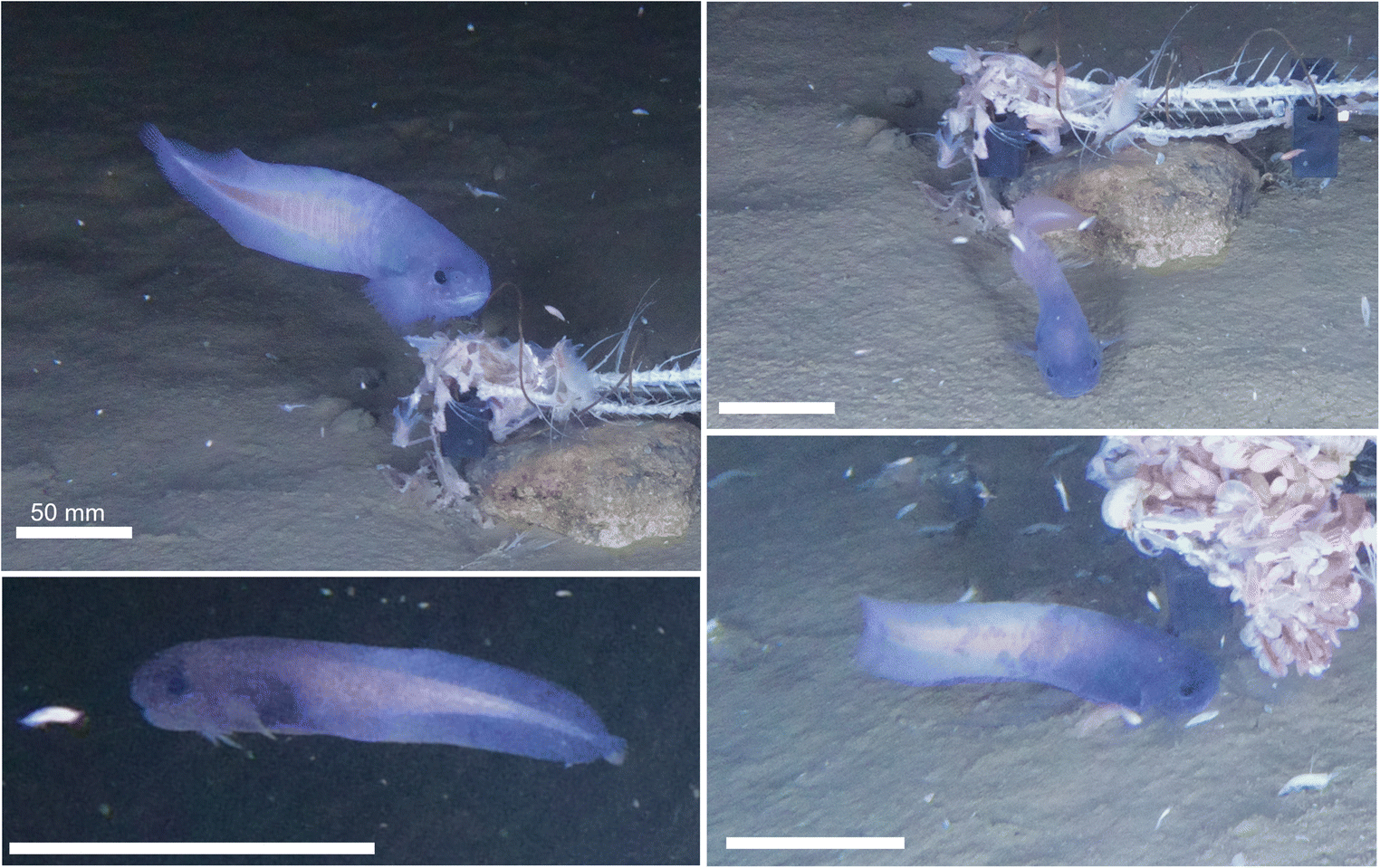
Imágenes in situ de Paraliparis selti tomadas en 2022 en la zona hadal de la fosa de Perú-Chile, entre 6520 m y 6714 m de profundidad.

Paraliparis selti, el pez baboso azul de Atacama, es una especie de lipárido de aguas profundas que es nativa de la zona hadal del sureste del océano Pacífico, hallado a 6.714 metros bajo el agua en la fosa de Perú-Chile o de Atacama. P. selti mide 83 milímetros de longitud total y 75,9 milímetros de longitud estándar. Es una de las 200 especies de pez babosa descubiertas en el hemisferio sur.

## Descripción
Paraliparis selti tiene ojos azules grandes y bajos, similares en apariencia a las especies de lipáridos de aguas poco profundas. La pigmentación principal es azul pero se vuelve de un color oscuro cuando se conserva. La cabeza carece de bigotes craneales, y tiene un hocico profundo y redondeado.

## Morfología
Paraliparis selti se distingue de otros peces babosos presentes en la misma área debido a que tiene 65 vértebras y 12 vértebras abdominales, más que muchas otras especies de lipáridos. P. selti también tiene un número comparativamente bajo de aletas pectorales con solo 18.

## Denominación
Cuando se descubrió P. selti en 2022, los científicos nombraron a la nueva especie Paraliparis selti con "Paraliparis " siendo su género y el nombre de la especie, "selti " que significa azul en el idioma kunza (el idioma extinto de los pueblos atacameños en el norte de Chile).